# Municipio Jáuregui (Táchira)
Jáuregui es uno de los 29 municipios que forman parte del Estado Táchira en Los Andes de Venezuela. Su capital es la ciudad de La Grita. Tiene una extensión de 454 km², según estimaciones del INE su población para el año 2010 es de 99 572 habitantes, y su patrono es el Santo Cristo de la Grita. Es una de las potencias agrícolas del Táchira y Venezuela, principal productor de hortalizas.

## Toponimia
El municipio toma su nombre al sacerdote católico tachirense, Monseñor Jesús Manuel Jáuregui (1848-1905), quien emprendió la construcción del templo de Mucuchíes, de la iglesia de San Cristóbal y comenzó la edificación de las de Palmira y Torondoy.

## Historia
En el año 1557, aún habitaban los aborígenes humogrias en el valle donde hoy se encuentra La Grita. El descubrimiento de esta zona se produjo en 1558, cuando Juan Rodríguez Suárez emprendió una expedición con el objetivo de pacificar a los indígenas de Cúcuta. Desde el cerro de Las Lagunas, el primer español en avistar el valle fue Rodrigo del Río, quien notificó a la Capitanía de Cúcuta para proceder con su fundación.
Rodríguez Suárez bautizó el lugar de manera peculiar: al encontrar resistencia por parte del caserío indígena, cuyos habitantes respondían con fuertes gritos y algarabías, lo llamó “La Grita”. Posteriormente, al escuchar que los indígenas invocaban a la Santísima Trinidad, también se le dio el nombre de “Valle del Espíritu Santo”.
La fundación formal de la ciudad ocurrió en 1576, cuando Francisco de Cáceres la estableció con el propósito de crear un fuerte que protegiera el camino real entre Mérida y Pamplona, uno de los pasos más estratégicos de la época. Desde sus inicios, La Grita fue una ciudad próspera, favorecida por su ubicación geográfica, su clima agradable y su rica vegetación.
El 28 de enero de 1589, La Grita fue elevada a la categoría de Gobernación y pasó a formar parte de la Capitanía General de Venezuela, siendo en su momento capital de las provincias de Mérida y Barinas.

## Geografía

### Límites
- Al norte: con los municipios Panamericano y Maldonado
- Al sur: con los municipios Sucre y Miranda
- Al este: con los municipios Simón Rodríguez, Uribante y el estado Mérida.
- Al oeste: con los municipios Vargas, Seboruco y Tadeo.

### Organización parroquial
La jurisdicción está dividida en 3 parroquias:
| Parroquia                         | Superficie | Población    | Densidad        | Capital       |
| --------------------------------- | ---------- | ------------ | --------------- | ------------- |
| 1.) Emilio Constantino Guerrero   | km²        | hab.         | hab./km²        | Pueblo Hondo  |
| 2.) La Grita                      | km²        | hab.         | hab./km²        | La Grita      |
| 3.) Monseñor Miguel Antonio Salas | km²        | hab.         | hab./km²        | Sabana Grande |
| Municipio Jáuregui                | 454 km²    | 100.112 hab. | 220,51 hab./km² | La Grita      |

#### Aldeas
Aguadía, Caricuena, Santo Domingo, Agua Caliente, Sabana Grande, Llano Largo, Pueblo Hondo, Venegara, Guanare, Santa Ana del Valle, Quebrada de San José.

#### Caseríos
Ellos integran las diferentes Aldeas, por ejemplo, la Aldea Caricuena la componen los caserios: Caricuena,, Palmero y Palmerito. Algunos de los caseríos del municipio son: Tadea, Babuquena, El Parchal, Las Porqueras, La Espinosa, El Sorure, Alto Mateo, La Pradera, Nanjar, la Quinta,santa Ana del valle, Mogotes, Guanare, La Meseta, Llano de Los Zambranos, Tadea, Borriquero, Alto de Duques, El  Surural, Palmero, Palmerito, El Tornadero, El Palenque, La Loma del Trigo, entre otras.

## Política y gobierno

### Alcaldes
| Período     | Alcalde             | Partido político / Alianza | % de votos | Notas |
| ----------- | ------------------- | -------------------------- | ---------- | --- |
| 1989 - 1992 | Ivo Moreno Méndez   |                            | 39,09      | Primer alcalde bajo elecciones directas                                                                                 |
| 1992 - 1995 | Macario Sandoval    |                            | 35,07      | Segundo alcalde bajo elecciones directas                                                                                |
| 1995 - 2000 | Macario Sandoval    |                            | -          | Reelecto (se realizaron elecciones generales adelantadas en el 2000 debido a la aprobación de la Constitución de 1999)  |
| 2000 - 2004 | Macario Sandoval    |                            | 44,12      | Reelecto |
| 2004 - 2008 | Macario Sandoval    |                            | 62,27      | Reelecto |
| 2008 - 2013 | Belkis Camargo      |                            | 51,09      | Segundo alcalde bajo elecciones directas (se postergan 1 año las elecciones municipales pautadas para finales del 2012) |
| 2013 - 2017 | Alirio Guerrero     |                            | 50,93      | Tercer alcalde bajo elecciones directas                                                                                 |
| 2017 - 2021 | José Luis Contreras |                            | 55,42      | Cuarto alcalde bajo elecciones directas                                                                                 |
| 2021 - 2025 | Juan Escalante      |                            | 41,78      | Quinto alcalde bajo elecciones directas                                                                                 |

### Concejo municipal
Período 1989 - 1992
| Concejales:              | Partido político / Alianza |
| ------------------------ | -------------------------- |
| Victor Sánchez           | AD                         |
| Julio Faustino Escalante | AD                         |
| Barbara Zambrano         | AD                         |
| Andres Díaz Colmenares   | COPEI                      |
| Mario Rodríguez Cordoba  | COPEI                      |
| Bsudilio Duque           | COPEI                      |
| Carlos Moncada           | MAS                        |

Período 1992 - 1995
| Concejales:              | Partido político / Alianza |
| ------------------------ | -------------------------- |
| Benjamin Gaitán          | COPEI                      |
| Victor Guerrero          | COPEI                      |
| Alejandro Contreras      | COPEI                      |
| Carlos Moncada           | MAS                        |
| Ramón Romero             | MAS                        |
| Pedro Mora               | AD                         |
| Julio Faustino Escalante | AD                         |

Periodo 1995 - 2000
| Concejales:     | Partido político / Alianza |
| --------------- | -------------------------- |
| Carlos Moncada  | MAS                        |
| Teodoro Soto    | MAS                        |
| Juan Zambrano   | MAS                        |
| Alonzo Mogollon | MAS                        |
| Benjamin Gaitán | MAS                        |
| Victor Sánchez  | AD                         |
| Ali Padrón      | COPEI                      |

Período 2000 - 2005
| Concejales:    | Partido político / Alianza |
| -------------- | -------------------------- |
| Luis Pabon     | MAS                        |
| Juan Zambrano  | MAS                        |
| Jose Pabon     | PPT                        |
| Marin Velazco  | MVR                        |
| Cesar Moreno   | GE PROJAU                  |
| Ramon Zambrano | GE PROJAU                  |
| Luis Duque     | COPEI                      |

Período 2005 - 2013
| Concejales:       | Partido político / Alianza |
| ----------------- | -------------------------- |
| Carlos Moncada    | PODEMOS                    |
| Rafael Habad      | PODEMOS                    |
| Esmeralda Arbujas | PODEMOS                    |
| Cesar Perez       | MVR                        |
| Alirio Montóya    | MVR                        |
| Belkis Camargo    | MVR                        |
| Luis Duque        | COPEI                      |

Período 2013 - 2018
| Concejales      | Partido político / Alianza |
| --------------- | -------------------------- |
| Doris Pérez     | MUD                        |
| Hugo Quiroz     | MUD                        |
| Gilberto Parra  | MUD                        |
| José Sánchez    | MUD                        |
| Iván Romero     | MUD                        |
| Alexis Díaz     | MUD                        |
| Gonzalo Camargo | PSUV                       |

Período 2018 - 2021
| Concejales       | Partido político / Alianza |
| ---------------- | -------------------------- |
| Maria Duque      | PSUV                       |
| Luis Aguilar     | PSUV                       |
| José Pernía      | PSUV                       |
| Rosa Sánchez     | PSUV                       |
| Ever Bello       | PSUV                       |
| Gonzalo Camargo  | PSUV                       |
| Robert Maldonado | COPEI                      |

Período 2021 - 2025
| Concejales      | Partido político / Alianza |
| --------------- | -------------------------- |
| Ronald Zambrano | PSUV                       |
| Ever Bello      | PSUV                       |
| Maria Duque     | PSUV                       |
| Bertha Avendaño | PSUV                       |
| Hilario Ángulo  | PSUV                       |
| Maria García    | MUD                        |
| Ivan Sánchez    | MUD                        |